# География на Филипините
Филипините е държава в Югоизточна Азия, разположена на 7 107 острова от Филипинския архипелаг, от които 800 са населени. Площ – 343 448 km². Население на 1 януари 2016 г. – 103 млн. души. Столица – град Манила.

## Географско положение, граници, големина, брегове
Филипините е държава в Югоизточна Азия, разположена на 7 107 острова от Филипинския архипелаг в западната част на Тихия океан, от които 11 са големи (96% от нейната територия) – Лусон, Минданао, Самар, Негрос, Палаван, Панай, Миндоро, Лейте, Себу, Бохол и Масбате. Филипините нямат сухоземни граници, а само морски – с Малайзия на югозапад и Индонезия на юг. В тези си граници заема площ от 343 448 km². Дължина от север на юг 1750 km, от запад на изток 1100 km. Дължината на бреговата линия на 7 107-те острова е 11 860 km. Вследствие от силното раздробяване на сушата бреговата линия на островите е силно разчленена. Източните брегове са най-често стръмни и скалисти, а крайбрежните низини заемат незначителни участъци, поради наличието в непосредствена близост до тях на дълбоката Филипинска подводна падина. Болшинството от големите заливи и удобните пристанища са по западните им крайбрежия (в т.ч. залива Манила и едноименното пристанище). Покрай бреговете на значително разстояние се простират коралови рифове. Вътрешните морета (Сибуян, Висаян, Камотес, Самар, Минданао) имат голямо количество малки острови и протоци.
Крайни точки:
- на север – остров Ями, в о-вите Батан 21°07’19” с.ш.
- на юг – коралов риф, в о-вите Сибуту 4°28’20” с.ш.
- на запад – нос Лигас, на остров Балабак 116°55’44” и.д.
- на изток – на остров Минданао 126°36’19” и.д.

## Природа

### Релеф
На Филипините преобладава планинския релеф с височини 1500 – 2000 m, максимална вулкана Апо 2954 m на остров Минданао. Най-характерни са късите (до 200 – 250 km), със стръмни склонове масиви, силно разчленени от дефилета и 10 действащи вулкана – Таал, Банахао (2165 m), Булусан (1565 m) и Майон (2462 m) на остров Лусон, Апо и Макатуринг на остров Минданао, Хибокхибок (1713 m) на остров Камигин и др. Значителни площи са заети от ниски планини, възвишения и плата. Низините заемат под 1/4 от територията на страната, като най-големи са Централната и Кагаян на остров Лусон, Котабато и Агусан на остров Минданао. Планините и разделящите ги междупланински падини имат предимно субмеридионално простиране и обичайно са разположени покрай оста на големите острови, образувайки на островите Лусон и Минданао няколко паралелни вериги.

### Геоложки строеж, полезни изкопаеми
Филипинските острови се отнасят към системата на островните дъги в западната част на Тихоокеанския геосинклинален пояс. Те се разглеждат като съвременна геосинклинала или като структура, възникнала над зоната на издигане (субдукция) на плочата. Най-древните формации – кристалинни шисти, мрамори, кварцити, по-рядко амфиболити, гранити и диорити са с карбонска, пермска, триаска и средноюрска възраст и са развити на островите Палаван, Миндоро, Минданао (п-ов Замбоанга). По-младите образувания са представени от граувакови, шистови, карбонатни и силициево-спилитови пластове, интрузии на ултраосновни скали, габроиди  и диорити с юрска и олигоценска възраст. С кредните базалти и спилити са свързани находищата на мангановите и железните руди, с габроидите и ултраосновните скали – находищата на хром, никел, платина и мед, а с палеогенските диорити – находищата на медни и железни руди. В края на олигоцена спилитовия вулканизъм на места се сменя с андезитов и дацитов. През миоцена и плиоцена в плитките водни басейни се наслояват отлагания, които в съпровод с издиганията формират вулкано-плутоничния пояс на варовиково-киселата серия скали, с които са свързани находищата на медни, железни, златоносни и сребърни руди. В края на средния плиоцен и през антропогена се образуват вулканични конуси, изградени от андезити, базалти и техните пирокластити. С фумаролната активност се асоциират находищата на сяра, а с минералните източници – находищата на живак. В падините се натрупват седименти, а в крайбрежните райони – рифови варовици. Върху ултрабазитите през кайнозоя се развива кора на изветряне, с която са свързани находищата на никел, кобалт и желязо. С кватернерните варовици, съдържащи гуано са свързани находищата на фосфатни руди.

### Климат
По-голямата част от територията на страната има екваториален, а на север – субекваториален, мусонен климат. По крайбрежията на юг през цялата година средните температури са 27 – 28°С, а на север 24 – 28°С. С изкачването в планините те се понижават до 20°С на височина около 1600 m и, до 15 – 17°С по върховете на най-високите планини. По-голямата част от страната се отличава със значително овлажняване (над 2000 mm годишно), по наветрените склонове на планините сумата на валежите достига 3500 – 4500 mm, а във вътрешните долини и по някои южни острови на места под 1000 mm годишно. По южните острови валежите са почти равномерно разпределени през цялата година. Западните крайбрежия в северните части на архипелага са подложени на въздействието на летния мусон, а източните – под въздействието на зимния мусон и пасатите духащи от Тихия океан. При това положение по западните крайбрежия преобладават летните валежи и се отбелязва летен максимум на оттока на реките, а в източните части на Филипините техният максимум се сменя през зимните месеци. От август до октомври ежегодно преминават около 20 тайфуна, като 3 – 4 от тях нанасят значителни щети.

### Води
Реките на Филипините са къси, но пълноводни. В горните си течения те се отличават с бързо течение и множество прагове, а в приморските низини имат широки и заблатени долини и меандрират. Някои от тях (Пампанга и др.) образуват делти. Подхранването им е предимно дъждовно. Основните реки са: Агусан 350 km и Минданао 320 km (на о. Минданао); Кагаян 505 km, Пампанга 260 km и Агно 206 km (на о. Лусон). Езерата в страната са малко и сравнително малки по размери. Най-големи са: лагунното езеро Бай (949 km², дължина 75 km) и Таал (234 km²) на остров Лусон; вулканичното езеро Ланао (340 km²) на остров Минданао. В езерото Таал се намира една от двете известни природни структури в света – три острова и две езера едно в друго: в остров Лусон е езерото Таал, в него е вулканичният остров Таал, в който е езерото Кратер, а в него – островният вулкан Поинт (координати 14,009300° с.ш. и 120,996019° и.д.). Другата такава природна структура е на остров Виктория в Канада.

### Почви
В почвената покривка на Филипините преобладават характерните за тропиците червеноземни и жълтоземни латеритни почви, често оподзолени. Във височина те се сменят с планински кестеняви почви. В районите с вулканична дейност са развити вулканични (т.нар. пепеляви) почви, а по долините на реките – алувиални, на места заблатени. На островите Себу, Бохол и някои други – почви, образували се при изветрянето на кораловите рифове. Много участъци от планините са лишени от почвена покривка. Значителна част от почвите (преди всичко земеделски усвоените) са силно ерозирали.

### Растителност
Растителността на страната е богата и разнообразна. Наброяват се около 10 хил. вида растения (огромно разнообразие от дървета, папрати и орхидеи), около 40% от които са ендемити. Горите заемат 46% от територията ѝ, предимно в планините. Най-големите горски масиви са на островите Минданао, Лусон и Палаван. До височина 400 – 500 m преобладават многоетажните вечнозелени влажни екваториални гори с участието на диптерокарповите (в т.ч. ценни дървесни видове, отличаващи се с твърдост и красота на дървесината, т.нар. «филипински махагон») и палмовите. На височина до 900 m растат вечнозелени смесени гори с множество нискорасли палми. Нагоре следват гори с преобладаване на дървета, свойствени за субтропиците (вечнозелен дъб, миртово дърво, клен), а в планините на Лусон и Миндоро – боровите гори. На подветрените склонове и във вътрешните долини са развити листопадни мусонни гори. Районите над 2000 m са заети от нискорасли гори, с лишеи, папрати и орхидеи, заменящи се с участъци от непроходими храсти. Площта на горите през столетията значително се е съкратила в резултат от изсичането им и на тяхно място формирането на пасища и савани, в тревната покривка на които преобладават дивата захарна тръстика и високите твърди треви. По крайбрежията на морските заливи и близо до устията на реките на места са разпространени периодично заливани от приливите мангрови гори и храсти и горички от палмата напа.

### Животински свят
Фауната на Филипините принадлежи към Индо-Малайската зоогеографска област. Вследствие на островното положение на страната тя е по-бедна и включва значително количество ендемити. На Филипинските острови няма големи бозайници, срещат се маймуни (предимно макаци), лемури, летящи кучета, малки елени, филипински кожокрил, тупая, вивера, горска котка. Има около 450 вида птици и многочислени влечуги, в т.ч. питони и пресноводни крокодили.